# Jean de Boishue
Jean de Boishue (nom court de Jean de Guéhéneuc de Boishue, né le 12 septembre 1943 à Boulogne-Billancourt, est un haut fonctionnaire et homme politique français. 
Membre du RPR (Rassemblement pour la République), il est secrétaire d'État chargé de l’Enseignement supérieur, député de la troisième circonscription de l'Essonne, conseiller régional d’Île-de-France, conseiller général du canton de Brétigny-sur-Orge et maire de Brétigny-sur-Orge. 
Il est nommé chargé de mission auprès du Premier ministre François Fillon en mai 2007.

## Biographie

### Origines et vie familiale
Jean de Guéhéneuc de Boishue est né le 12 septembre 1943 à Boulogne-Billancourt d’Antoinette de Guéhéneuc de Boishue dont il porte le nom. Sa mère est la veuve du prince russe Nikita Petrovitch Mestchersky. Il est ainsi apparenté à l’artiste peintre belge Boris Mestchersky mais également à la famille Cochin puisque sa grand-mère maternelle est Geneviève Cochin, la fille du colonel Pierre Cochin (1858-1939), qui est le frère de Denys Cochin et d'Henry Cochin.
Il épouse la fille de l'architecte Charles-Gustave Stoskopf.

### Études et formation
Jean de Boishue est agrégé de russe[Quand ?].

### Carrière professionnelle
Jean de Boishue exerce comme professeur agrégé de russe. Le 2 mai 1996, il est nommé inspecteur général de l’Éducation nationale, promu à l’échelon spécial le 15 décembre 2003. Le 7 avril 2005, il est radié du corps des inspecteurs généraux de l’Éducation nationale pour permettre sa nomination au Conseil d’État jusqu’à son admission à la retraite le 5 janvier 2007.

### Carrière politique
Jean de Boishue entame une carrière dans les cabinets ministériels en 1969. Il est chef adjoint de cabinet d’Olivier Guichard alors ministre de l’Éducation nationale puis ministre de l’Équipement, du Logement et de l’Aménagement du territoire de 1969 à 1973, il devient conseiller technique au cabinet d’Aymar Achille-Fould alors secrétaire d'État auprès du ministre des Armées puis au ministère des Transports de 1973 à 1974, il collabore avec Pierre Lelong au secrétariat d’État des Postes et Télécommunications jusqu’en 1975 puis de nouveau avec Aymar Achille-Fould dans le même ministère jusqu’en 1976. 
En 1984, il devient maire de Brétigny-sur-Orge dans l’Essonne contre le maire sortant communiste Alain Blin puis lors des élections régionales de 1986 il est élu au conseil régional d'Île-de-France sur la liste conduite par Michel Giraud en prenant en charge les dossiers des universités et de la culture. Lors des élections cantonales de 1988, il bat là aussi le communiste Alain Blin et devient conseiller général du canton de Brétigny-sur-Orge et vice-président du conseil général de l'Essonne chargé de la culture. Lors des élections municipales de 1989, il est réélu avec 58,17 % des voix dès le premier tour. Il abandonne son siège de conseiller régional lors des élections de 1992 et lors des élections législatives de 1993, il bat le député sortant socialiste Yves Tavernier avec 54,34 % des voix. Lors des élections cantonales de 1994, il est réélu conseiller général avec 51,15 % des voix. 
À la suite de l’élection présidentielle de 1995 qui voit la victoire de Jacques Chirac, il est nommé le 17 mai 1995 secrétaire d'État chargé de l’Enseignement supérieur dans le premier gouvernement d’Alain Juppé et cède son siège de député à sa suppléante Geneviève Colot. Il sort ensuite victorieux des élections municipales de 1995 et conserve la mairie de Brétigny-sur-Orge avec seulement 50,90 % des suffrages. Il ne figure cependant plus dans le second gouvernement d’Alain Juppé en novembre 1995. Sorti grandi de ces victoires électorales et politiques, proche de Philippe Séguin, il se pose en rival du président du conseil général de l’Essonne Xavier Dugoin et entre en conflit ouvert avec lui, lançant une fronde contre son rival fragilisé par des affaires politico-judiciaires. En 1996, il se trouve mêlé à l’affaire des emplois fictifs du conseil général de l'Essonne dont a bénéficié, à son cabinet de travail, une attachée de presse de Philippe Séguin. Lors des élections législatives de 1997, il est battu par son opposant historique Yves Tavernier avec seulement 47,42 % des suffrages.
Lors des élections municipales de 2001, il abandonne sa commune de Brétigny-sur-Orge pour se lancer dans la conquête de la préfecture, Évry, sur une liste commune RPR, UDF et DL sans toutefois réussir à gagner son pari ne remportant que 41,04 % des suffrages dans le canton d'Évry-Nord et 27,45 % dans la commune dans le cadre d’une triangulaire favorable. Cette même année, il est chargé, en vue de la campagne pour l’élection présidentielle de 2002, de rapprocher le candidat Jacques Chirac de l’intelligentsia.
De mai 2002 à mars 2004, il est chargé de mission puis conseiller spécial auprès du ministre délégué à l’Enseignement scolaire Xavier Darcos. Le 18 mai 2007, il est nommé chargé de mission auprès du Premier ministre François Fillon, reconduit dans ses missions le 27 juin 2007 et le 15 novembre 2010. Compagnon de route du Premier ministre depuis 1971, il évoque les relations avec Nicolas Sarkozy dans un entretien, revenant sur la polémique de « l’hyper-présidentialisation ». En janvier 2010, il est l’invité de l’émission politique Le Talk Orange - Le Figaro et y fait l’éloge de la mémoire de Philippe Séguin.
À partir de mars 2012, il est président de la Commission interministérielle d’agrément pour la conservation du patrimoine artistique national, dite « Commission des dations ».

## Synthèse des fonctions politiques

### Fonctions ministérielles

#### Secrétaire d’État chargé de l’Enseignement supérieur
Jean de Boishue est nommé Secrétaire d'État chargé de l’Enseignement supérieur dans le premier gouvernement d’Alain Juppé par le décret du 18 mai 1995 auprès du ministre de l’Éducation nationale François Bayrou. Il conserva son poste jusqu’au remaniement ministériel le 7 novembre 1995 conduisant au second gouvernement d’Alain Juppé.

### Mandats nationaux

#### Député de la troisième circonscription de l’Essonne
Jean de Boishue est élu député de la troisième circonscription de l'Essonne le 28 mars 1993 pour la Xe législature. Il conserve son siège jusqu’à sa nomination au gouvernement le 18 juin 1995 et siège sur les bancs du groupe du Rassemblement pour la République,.

### Fonctions partisanes
D’avril 2001 à novembre 2002, Jean de Boishue est secrétaire national du Rassemblement pour la République chargé de la Culture. De 2004 à 2008, Jean de Boishue est membre du directoire de la Fondation pour l'innovation politique.
Jean de Boishue est directeur de la rédaction de la revue du RPR Une certaine idée. Il est depuis 2006 le rédacteur en chef de 2050, la revue de la Fondation pour l’innovation politique.

### Mandats locaux

#### Conseiller régional d’Île-de-France
Jean de Boishue est élu conseiller régional d’Île-de-France le 16 mars 1986 et conserve son siège jusqu’au 22 mars 1992. Au conseil régional d'Île-de-France, il est chargé des universités et de la culture.

#### Conseiller général du canton de Brétigny-sur-Orge
Jean de Boishue est élu conseiller général du canton de Brétigny-sur-Orge le 2 octobre 1988, il est réélu le 27 mars 1994 et ne se représente pas lors des élections de 2001. Au conseil général de l'Essonne, il est vice-président chargé de la culture.

#### Maire de Brétigny-sur-Orge
Jean de Boishue est élu maire de Brétigny-sur-Orge le 30 avril 1984, il est réélu le 19 mars 1989 et le 18 juin 1995 et ne se représente pas lors des élections de 2001.

## Publications
Jean de Boishue est l'auteur de :
- Banlieue mon amour, Éditions de la Table ronde, 12 avril 1995, 223 p. (ISBN 978-2-7103-0676-4).
- Anti-Secrets, Éditions Plon, 2015  (ISBN 978-2259229500).
- La vie interrompue de Serguei Alexandrovitch Essenine, roman, Bartillat, 2021.

## Condamnation pour diffamation
Jean de Boishue est mis en accusation par Steevy Gustave, résident de Brétigny-sur-Orge et candidat d'une liste d'opposition aux élections municipales, pour injure raciste et diffamation concernant des passages de l’ouvrage Banlieue mon amour où il pensait reconnaître dans l’un des personnages : son père. Le Mouvement contre le racisme et pour l'amitié entre les peuples (Mrap) et SOS Racisme se portèrent partie civile,, propos pour lesquels il formule des excuses sans les renier et proposa de verser les droits d’auteur aux plaignants, ce qui fait abandonner les poursuites de SOS Racisme sans pour autant qu’ils acceptent la compensation financière. Jean de Boishue est finalement condamné à verser 10 000 francs d’amende et 30 000 francs de dommages-intérêts au plaignant Steevy Gustave pour complicité de diffamation raciale,.

## Décorations
Le 31 décembre 1998, Jean de Guéhéneuc de Boishue est nommé au grade de chevalier dans l'ordre national de la Légion d'honneur au titre de « ancien secrétaire d'Etat, ancien député, inspecteur général de l'éducation nationale ; 29 ans de services civils et de fonctions électives ».